# Erie BayHawks 2009-2010
La stagione 2009-10 degli Erie BayHawks fu la 2ª nella NBA D-League per la franchigia.
Gli Erie BayHawks arrivarono sesti nella East Conference con un record di 21-29, non qualificandosi per i play-off.

## Roster
| N° | Naz.                   | Ruolo | Sportivo          | Anno | Alt. | Peso |
| -- | ---------------------- | ----- | ----------------- | ---- | ---- | ---- |
| 10 | Stati Uniti (bandiera) | G     | Danny Green       | 1987 | 198  | 95   |
| 11 | Stati Uniti (bandiera) | P     | Cedric Jackson    | 1986 | 191  | 86   |
| 12 | Stati Uniti (bandiera) | P     | Cliff Clinkscales | 1984 | 185  | 74   |
| 13 | Stati Uniti (bandiera) | P     | Blake Ahearn      | 1984 | 188  | 86   |
| 14 | Stati Uniti (bandiera) | AP    | Jackie Manuel     | 1983 | 198  | 85   |
| 17 | Stati Uniti (bandiera) | G     | Donell Taylor     | 1982 | 198  | 82   |
| 18 | Stati Uniti (bandiera) | P     | Tyc Snow          | 1985 | 170  | 75   |
| 19 | Stati Uniti (bandiera) | G     | Zach Sowers       | 1985 | 191  | 83   |
| 21 | Stati Uniti (bandiera) | A     | Jarvis Gunter     | 1985 | 208  | 99   |
| 22 | Stati Uniti (bandiera) | AP    | Frank Tolbert     | 1986 | 193  | 99   |
| 22 | Stati Uniti (bandiera) | G     | Martin Zeno       | 1985 | 196  | 93   |
| 24 | Stati Uniti (bandiera) | P     | Mike Gansey       | 1982 | 192  | 90   |
| 32 | Stati Uniti (bandiera) | A     | Kyle Goldcamp     | 1986 | 208  | 113  |
| 34 | Stati Uniti (bandiera) | AG    | Ivan Harris       | 1984 | 201  | 98   |
| 41 | Stati Uniti (bandiera) | C     | John Bryant       | 1987 | 211  | 136  |
| 42 | Stati Uniti (bandiera) | AG    | Alade Aminu       | 1987 | 208  | 107  |
| 50 | Stati Uniti (bandiera) | AG    | Darnell Jackson   | 1985 | 211  | 113  |
| 50 | Stati Uniti (bandiera) | AC    | Mike Sweetney     | 1982 | 202  | 125  |

## Staff tecnico
- Allenatore: John Treloar
- Vice-allenatore: Ben McDonald
- Preparatore atletico: Keith Grubbs